# إبراهيم حسن
إبراهيم حسن (مواليد 10 أغسطس 1966 في حلوان، جنوب القاهرة، مصر) ومدير الكرة بنادي المصري سابقا ويشغل حاليا منصب مدير المنتخب الأول لكرة القدم، وهو لاعب كرة قدم مصري سابق، هو الأخ التوأم لحسام حسن، وتزاملا في العديد من الأندية على مر مسيرتهما الكروية والتدريبية، ويعتبر إبراهيم حسن من أفضل من شغل مركز الظهير الأيمن في منتخب مصر. ومن أهم إنجازات إبراهيم حسن أنه لعب مع منتخب العالم مرتان منها عام 1999 عندما واجه منتخب العالم منتخب جنوب أفريقيا ولعب معه حسام حسن في هذه المبارة ومرة آخر كان بمفردة بدون حسام حسن عندما واجه منتخب العالم منتخب البوسنة والهرسك .

## مسيرته الاحترافية
بدأ مسيرته الكروية مع نادي الأهلي المصري في عام 1984، ولعب في النادي الأهلي المصري حتى عام 1990، شارك مع في 81 مباراة وسجل 12 هدف، وفي موسم 1990/1991 انتقل إلى نادي باوك اليوناني، ولعب معهم 19 مباراة وسجل 2 أهداف، وفي موسم 1991/1992 انتقل إلى نادي نيوشاتل إكساماس السويسري، ولعب معهم 11 مباراة وسجل 1 أهداف منهم رباعية في مرمى سيلتك غلاسكو الإسكتلندي في كأس الاتحاد الأوروبي دوري أوروبا حالياً، وهو ضمن أربعة لاعبين فقط على مر التاريخ أحرزوا أربعة أهداف في مباراة واحدة في بطولة لأندية أوروبا، وفي عام 1992 عاد مرة أخرى إلى النادي الأهلي المصري، ولعب معهم حتى عام 1999، وشارك معهم في 143 مباراة وسجل 23 هدف، وفي موسم 1999/2000 انتقل إلى نادي العين الإماراتي، ولعب معهم 5 مباريات وسجل 0 أهداف، وفي عام 2000 انتقل إلى نادي الزمالك المصري، ولعب معهم حتى عام 2004، وشارك معهم في 68 مباراة وسجل 14 هدف، وفي عام 2004 انتقل إلى نادي المصري، ولعب معهم حتى عام 2006، وشارك معهم في 53 مباراة وسج6 هدف.

## المنتخب المصري
بدأ باللعب مع منتخب مصر لكرة القدم في عام 1985 حتى عام 2002، وشارك معهم في 138 مباراة دولية وسجل 12 هدف أهمها هدف تأهل المنتخب المصري لكأس العالم 1990 في مرمى منتخب الجزائر، ولعب مباريات منتخب مصر الثلاث في كأس العالم 1990 كاملة. وكان له الدور البارز في فوز المنتخب المصري بكأس الأمم الأفريقية عام 1998 ببوركينا فاسو. وفي عام 2001 وقبل انطلاق مباراة منتخب مصر مع المنتخب السنغالي في تصفيات كأس العالم 2002، كما أنه اللاعب الوحيد الذي شارك في بطولتين لمنتخبات أفريقيا الفارق الزمني بينهما 20 عاما، كما يمتلك إبراهيم أيضا انجازاً تاريخياً ولكن على المستوى العربي ممثلاً في إحرازه لقب كأس العرب عام 1992 بسوريا بالهدف التاريخي التي أحرزه أخوه حسام في مرمى السعودية في نهائي المونديال العربي.
138 عدد المباريات الدولية
350 عدد المباريات المحلية

## مسيرته التدريبية

### النادي المصري
تولى منصب مدير الكرة في الجهاز الفني نادي المصري البورسعيدي بقيادة أخوه حسام في النصف الثاني من الدوري المصري موسم 2007 / 2008 حيث تمكن المصري بقيادة حسام بالبقاء بالدوري المصري في ثماني مباريات بعد أن كان اقترب من الهبوط إلى الدرجة الثانية.
وفي عام 2008 تمت إقالة أخوه حسام من تدريب نادي المصري بعد تعديه على الحكم الرابع وقيامه بحركات مخلة بالحياء في مباريات شبيبة بجاية الجزائري نتيجة تطاوله على جمهور الجزائري، ما دفع إدارة المصري إلى اتخاذ قرارها بإقالة التوأم رغم نتائجهما الطيبة مع الفريق.

### المصرية للإتصالات
في بداية عام 2009 شغل منصب مدير الكرة في الجهاز الفني لفريق المصرية للاتصالات بقيادة أخوه حسام بعد تأزم موقف الفريق في جدول الدوري المصري، وظل ينافس على البقاء حتى الأسبوع الأخير ولكن الفريق هبط في النهاية إلى دوري الدرجة الثانية، ثم استمر مع الفريق وقاده في منافسات دوري الدرجة الثانية حتى قدم استقالته.

### نادي الزمالك
في 30 نوفمبر 2009 عين مدير الكرة في الجهاز الفني لنادي الزمالك المصري بقيادة أخوه حسام بعد تدهور نتائج الفريق في ظل قيادة المدرب الفرنسي هنري ميشيل، وقد حقق أخوه العميد مع القلعة البيضاء إنجـازاً كبيراً حيث ارتفع ترتيب الزمالك في الدوري العام من المركز الرابع عشر في آخر أسابيع الدور الأول إلى المركز الثاني في نهاية الدوري، وفي موسم 2010 / 2011 أنهى إبراهيم وأخوة العميد مع الزمالك الدور الأول على قمة الترتيب بفارق 6 نقاط عن أقرب منافسيه بعد التعادل سلبياً مع الغريم التقليدي النادي الأهلي.

### نادي الإسماعيلي
في 8 أغسطس 2011 عين مدير الكرة في الجهاز الفني لنادي الإسماعيلي بقيادة أخوه حسام، خاض مع الفريق مبارتان في كأس مصر، فاز في الأولى وخسر الثانية أمام فريق المقاولون العرب، ولخلافات مع الإدارة أُقيل أخوة حسام من تدريب الفريق في 28 سبتمبر 2011.

### العودة لتدريب النادي المصري
عاد لتدريب فريق النادي المصري البورسعيدي مع أخوة حسام وتولى منصب مدير الكرة، خاض مع الفريق 3 مباريات، أولها أمام نادي إنبي وفاز الفريق بنتيجة 1-0، والثانية أمام النادي الإسماعيلي وانتهت بالتعادل السلبي، والأخيرة أمام الأهلي في المباراة التي انتهت بفوز النادي المصري بنتيجة 3-1 وأعقبها أحداث شغب بورسعيد الشهيرة التي أدت إلى مقتل 74 مشجع، ليستقيل بعدها من تدريب الفريق برفقة شقيقه التؤام حسام حسن.

### تدريب مصر المقاصة
بعد استئناف الدورى المصري بعد فاجعة بورسعيد الأليمة تولى أخوه العميد حسام حسام تدريب نادي مصر المقاصة بعد مفاوضات كبيرة وتولى إبراهيم منصب مدير الكرة في الجهاز الفني.

### منتخب الأردن لكرة القدم
في 25 يونيو 2013 عين مدير الكرة في الجهاز الفني لمنتخب الأردن لكرة القدم بقيادة أخوه حسام وساهم في تأهل منتخب الأردن إلى الملحق العالمي بعد الفوز على أوزبكستان ولكن المنتخب الأردني واجه المنتخب الأوروغوياني وخرج بنتيجة ثقيلة.
وسيقود الأردن في كأس آسيا 2015.

### العودة لتدريب نادي الزمالك
في 30 يوليو 2014 قرر المستشار/مرتضى منصور رئيس نادي الزمالك تعيين أخوة حسام حسن مديراً فنياً لنادى الزمالك وتولى إبراهيم منصب مدير الكرة للجهاز الفنى.

### العودة لتدريب النادي المصري
في 25 يوليو 2015 قرر حسام حسن وإبراهيم حسن أن يستقيلا من تدريب نادي الاتحاد والعودة للنادي المصري بسبب حبهما لأهل بورسعيد والاضطرابات في رئاسة نادي الاتحاد وعدم دفع رواتب اللاعبين والإدارة الفنية.

## البطولات والألقاب
| كأس أمم أفريقيا        | 2 | 1986، 1998 |
| كأس العرب              | 1 | 1992       |
| دورة الألعاب الأفريقية | 1 | 1991       |

| الدوري المصري لكرة القدم         | 14 |
| كأس مصر                          | 5  |
| كأس السوبر المصري                | 2  |
| كأس أفريقيا لأبطال الكؤوس        | 4  |
| دوري أبطال أفريقيا               | 2  |
| كأس الأندية العربية أبطال الدوري | 1  |
| كأس السوبر العربي                | 2  |
| كأس السوبر الأفروأسيوي           | 1  |
| كأس السوبر الأفريقي              | 1  |
| دوري أبطال العرب                 | 2  |
| الدوري الإماراتي                 | 1  |
| السوبر المصري السعودي            | 1  |

| عدد البطولات | 41 |
| ------------ | -- |

## روابط خارجية
- إبراهيم حسن على موقع الاتحاد الدولي (مؤرشف)  (الإنجليزية)
- إبراهيم حسن على موقع الاتحاد الأوربي (الإنجليزية)
- إبراهيم حسن على موقع قاعدة بيانات كرة القدم.إي يو (الإنجليزية)
- إبراهيم حسن على موقع ناشيونال فوتبول تيمز (الإنجليزية)
- إبراهيم حسن على موقع Soccerway.com (الإنجليزية)
- إبراهيم حسن على موقع عالم كرة القدم.نت (الإنجليزية)